# Megadyptes
Megadyptes é um dos seis géneros da família dos pinguins (Spheniscidae).
Existem duas espécies pertencentes ao gênero: o pinguim-de-olho-amarelo (Megadyptes antipodes), única espécie sobrevivente, descrito em 1880; e o extinto pinguim-waitaha (Megadyptes waitaha), descoberto em 2008, quando pesquisadores da Nova Zelândia estudavam ossos da espécie que até então acreditava-se ser a única do gênero. O pinguim-de-olho-amarelo é possivelmente a mais antiga de todas as espécies de pinguins sobreviventes.

## Taxonomia
O gênero Megadyptes foi descrito pelo ornitólogo francês Alphonse Milne-Edwards em 1880.  Seu nome deriva do grego Mega = "grande", e dyptes = "mergulhador", em alusão à profundidade de mergulho destas espécies de pinguim, que podem alcançar até 60 m.
Estudos filogenéticos mostraram que o gênero Megadyptes parece ser um grupo-irmão dos pinguins do gênero Eudyptes. As similaridades estão no poderoso bico avermelhado e nas penas amarelas em torno da cabeça, mas há muitas diferenças. O pinguim-de-olho-amarelo geralmente produz dois filhotes, forrageia próximo da costa e não realiza migração. Em contraste com outros pinguins, não nidifica em colônias densas, mas em pares individuais ou pequenos grupos isolados com ninhos fora da vista do outro.